# 공사공화국

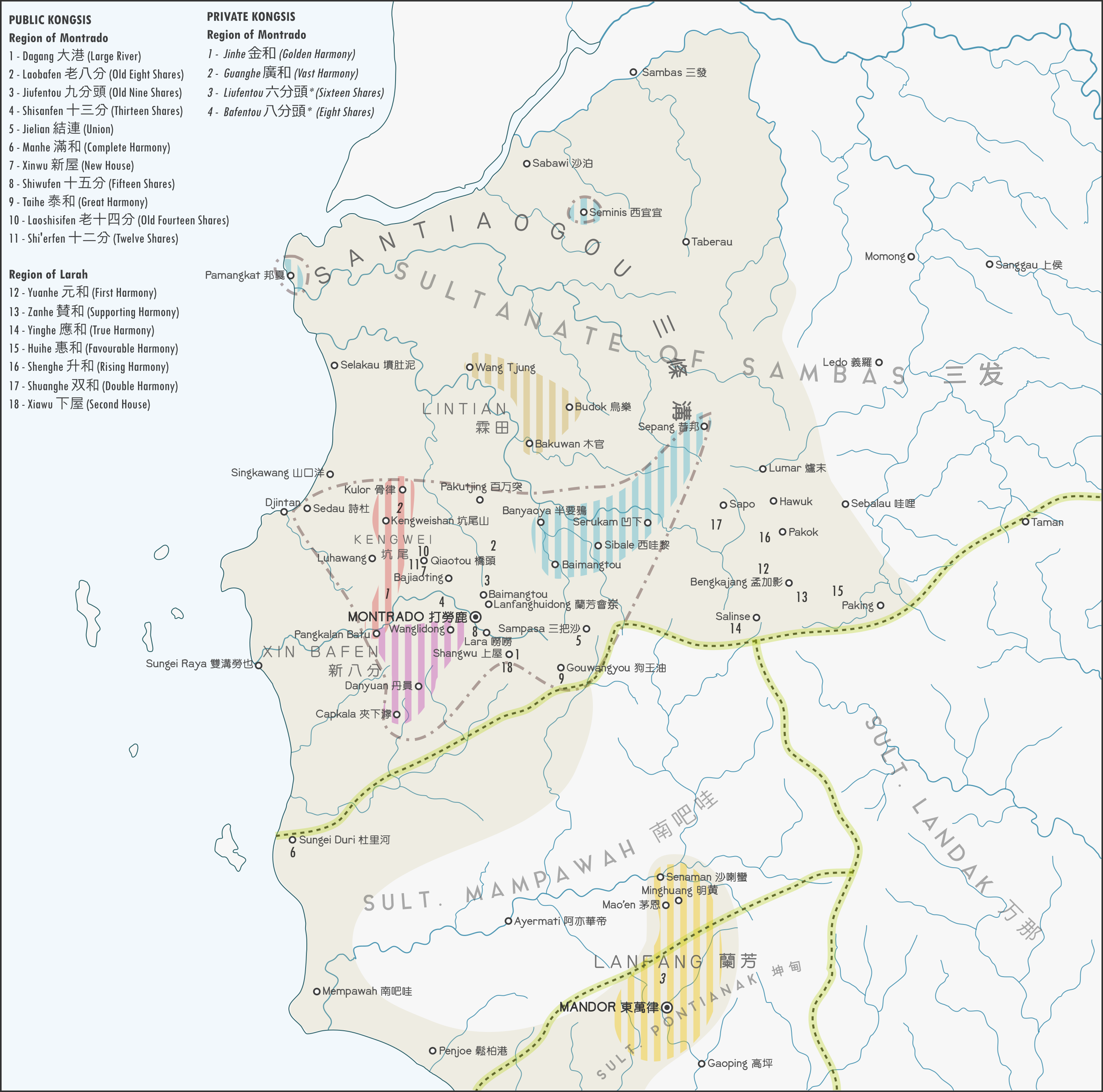
서칼리만탄 일대의 공사공화국들의 지도.

공사공화국(公司共和國, 인도네시아어: republik kongsi) 또는 공사연방(公司聯邦, 인도네시아어: federasi kongsi)은 보르네오섬에서 객가인 화교가 조직한, 공사(公司: 기업, 회사)라는 이름을 가진 채굴공동체의 연방체로서 구성된 자치 집단이었다. 19세기 하반기에는 서칼리만탄 전역이 공사공화국의 지배 하에 있었다. 가장 큰 3대 공사공화국은 란방공화국, 화순공화국, 화순에서 분리독립한 삼조구공사였다. 전 세계로 퍼진 화교는 도처에 경제 단위로서 공사를 설립했지만, 칼리만탄섬의 공사공화국은 면적을 가진 영토를 점유한 주권 국가라는 점에서 매우 독특하다. 이들과 시공간을 공유한 동남아시아 술탄국들은 영토 내 부족을 봉신으로 간접 지배할 뿐 실권을 가지지 못했다는 점에서 더욱 특이하다.:55
공사공화국은 19세기 내내 보르네오를 침입한 네덜란드에 저항했고, 이는 세 차례의 공사전쟁(1822년-1824년, 1850년-1854년, 1884년-1885년)으로 비화되었다. 최종적으로 네덜란드가 전쟁에 승리하였고, 칼리만탄섬은 네덜란드령 동인도의 일부가 되었다.:116
공사공화국들은 일종의 직접민주주의로 통치되었고,:6 19세기 서양인이 "공화국"으로 기록하였다.:60 하지만 현대 학자들은 이들을 서양식 개념의 "공화국"으로 봐야 할지, 그와 별개의 중국 전통의 민주정체로 봐야 할지 의견이 갈리고 있다.:104